# Rzymkowice
Rzymkowice est une localité polonaise de la gmina de Korfantów située dans le powiat de Nysa en voïvodie d'Opole.

## Histoire
De 1743 à 1945, Ringwitz fait partie de l'arrondissement de Neustadt-en-Haute-Silésie dans la district d'Oppeln au sein de la province de Silésie.